# Costin Georgian (stație de metrou)
Costin Georgian (fostă Muncii) este o stație de metrou din București. A fost numită după inginerul Costin Georgian (în acel moment era director al Metrorex) ce a murit înaintea zilei de inaugurare a stației de metrou Basarab. Aceasta a fost inițial numită Muncii, deoarece se afla la intersecția cu bulevardul Muncii (actualul bulevard Basarabia) și care unește stațiile de metrou Costin Georgian cu Piața Muncii, aflată pe linia M1 în piața Hurmuzachi.